# Rigarda
Rigarda (katalanisch Rigardà) ist eine französische Gemeinde mit 700 Einwohnern (Stand 1. Januar 2022) im Département Pyrénées-Orientales in der Region Okzitanien. Sie gehört zum Arrondissement Prades und zum Kanton Le Canigou.

## Nachbargemeinden
Nachbargemeinden von Rigarda sind Vinça im Norden, Rodès im Osten, Glorianes im Süden und Joch im Westen.

## Bevölkerungsentwicklung
| Jahr      | 1962 | 1968 | 1975 | 1982 | 1990 | 1999 | 2013 |
| Einwohner | 149  | 137  | 135  | 144  | 164  | 219  | 632  |

## Sehenswürdigkeiten
- Romanische Kirche Sainte-Eulalie in Villèle